# Акатош
Акатош је главно божанство Деветорице (религије Империјала у серијалу игара Елдер скролс) и један од два бога који постоје у свим тамриелским религијама (други је Лоркан), осим у Данмерској религији Трибунала и њихових самозваних богова. Његова инкарнација је змај. Он се генерално сматра за првог бога створеног на Почетном Месту; након његовог стварања, други духови нашли су лакши процес и разни пантенони света су се појавили. Он је ултимативни бог Сиродилског царства, где он отелотворује квалитете издржљивости, непобедивости и вечног легитимитета. Он је покровитељ Акатошевог Олтара, верског реда посвеђеног обожавању и глорификацији Акатоша.

## Друге религије
Већина трагова Акатоша нестали су из древних Чимерских легенди за време њиховог такозваног „Егзодуса“, пре свега због удружења и поштовања тог бога и Алтмера. Међутим, неколико аспеката Акатоша који изгледају толико важно смртничким расама, односно бесмртност, историчност и генеалогија, су се згодно појавиле у Алмалексији, најпопуларнијој од Моровиндовог божанског Трибунала: која, као мајка-фигура, такође отелотворује идеју као праотац (мада женски уместо мушког). Дакле, може се рећи да, бар, квалитети Акатоша нису у потпуности занемарени међу Данмерима, чак и ако његово име јесте.

## Учешће у историјским догађајима
Акатош је био умешан у ковање пакта са новим царством човечанства, а његова крв је мистично удружена са Алесијом и њеним наследницима. Амајлија Краљева је примарни знак овог патроната, и дозволила је новом Царству Сиродила корист од стабилизације утицаја Бело-Златне Куле, одржавајући баријеру између светова Мундус и Обливион. Када је тој баријери запрећено током Обливионске кризе, Мартин Септим је успео да призове Акатошев дух и трансформише се у инкарнацију Акатоша, који се појавио у облику огромног змаја створеног од ватре. Овај змај протерао је Мејрунса Дејгона назад у Обливион, поново успостављајући ред у Тамриелу. Ово је такође уништило Амајлију Краљева. Инкарнација Акатоша трансформисана је у статуу која се налази унутар порушеног Храма Једног.

## Следбеници
Храм Акатоша зове се Акатошев Олтар. Они су се заклели да ће обожавати Бога Времена. Војна снага Акатошевог Олтара зове се Ред Сата, а његови чланови Витезови Сата.